# بدخوابی
بدخوابی یا دیس‌سومنیا (به انگلیسی: Dyssomnia) دسته‌ای از اختلالات خواب است که در آن اختلال در به خواب رفتن یا در تداوم خواب وجود دارد.

## انواع بدخوابی
1. بی خوابی اولیه
2. پرخوابی اولیه
3. نارکولپسی
4. اختلالات مربوط به تنفس
5. اختلالات مربوط به ریتم شبانه‌روزی